# 王铁崖
王铁崖（1913年7月6日—2003年1月12日），原名庆纯，笔名石蒂，男，福建福州人，中国当代国际法学家，教育家，社会活动家，北京大学法学院教授。

## 生平
1913年7月6日出生于福建省福州市，翻譯家王壽昌之幼子。1929年，王铁崖考入上海复旦大学，先入西語系，1930年改入政治系。1931年转学入清华大学政治系，王化成教授其國際法。1933年毕业后保送清华研究院，师从周鲠生攻读国际法，硕士论文题目為『租借地問題』。1936年获法学硕士学位，同年通过中美庚款留学考试。1937年夏负笈英伦，留学伦敦政治经济学院，师从国际法大师劳特派特，继续研读国际法。
1939年夏王铁崖中途輟學返国，曾短期出任《世界政治》杂志编辑。後應周鲠生邀请，于1940年受聘于乐山武汉大学，开始了他长达62年的国际法教学生涯。1942年转往重庆国立中央大学任教，與王彩結為伉儷，1946年秋，受周炳林和钱端升邀请北上，进入北京大学政治系任教，讲授國際公法，外交史和條約法，1947年，继钱端升之后任政治系主任。
1952年院系调整后，应翦伯赞邀请於历史系讲授国际关系史，同时担任国际关系史教研室主任。1956年转任法律系，任国际法教研室主任。在此期间完成三大卷的《中外旧约章汇编》。1957年被划为右派，中断了教研活动。在此期间编辑了《海洋法资料汇编》，翻译了凯尔森的《国际法原理》，并与陈体强等翻译了《海上国际法》。1964年恢复教学研究工作，但因文化大革命爆发而再次中断，重陷批斗、劳改的逆境。在此期间，与陈体强合译了第八版的《奥本海国际法》。
1977年后王铁崖重返讲台，开始了振兴中国国际法学的一系列重要活动。1978年，与魏敏在《人民日报》共同撰文，呼吁重视国际法的教学研究。同年开始在北大招收国际法硕士生。1979年，在北大首创全国国际法本科专业。1980年协助宦乡创立了中国国际法学会，始任副会长，1991年任会长，2000年任名誉会长。1981年组织、主编了中华人民共和国第一本国际法教科书。1982年同陈体强共同创办了中国第一个国际法学术刊物《中国国际法年刊》，担任主编。1983年在北大创立了全国第一个国际法研究所——北京大学国际法研究所，同年开始招收国际法博士生。
与此同时，王铁崖开新时期国际法中外学术交流之先河，搭设起学术交流与合作的桥梁。1979年，以顾问身份参加中国代表团出席联合国第三次海洋法会议。自1981年起，开始选派学生到美国、加拿大、欧洲国家攻读学位或进修。自1982年后，以中国国际法教授身份前往世界各地，出席了数十次国际学术研讨会、报告会，并先后在数十所国外著名大学访问或讲学。其中最突出者是，1987年组织、主持了海牙国际法学院在北京的海外讲习班；1988年发起举办了“太平洋地区与国际法”系列国际学术会议；1990年，作为第一位来自中国的教授，在海牙国际法学院夏季讲习班讲授《中国与国际法》，其讲稿收入《海牙国际法演讲集》；1992年主持召开“国际法教学和研究国际研讨会”；1993年倡议开展了中加人权合作研究项目；1995年出席纽约纪念联合国五十周年世界大会；1998年发起、组织中国第一次国际人道主义法国际研讨会。
作为中国国际法学的学术带头人和杰出代表，王铁崖在国外赢得了崇高荣誉。1981年被国际法研究院选为副院士，1987年当选为院士，成为该学院第一个中国籍院士。1987年被选为世界艺术与科学院院士，1988年被“建立国际刑事法院基金会”授予“著名国际法学者”名誉奖状。1993年当选为国际常设仲裁法院仲裁员。1997年在联合国大会上当选为前南斯拉夫问题国际刑事法庭大法官，1997年底赴海牙上任。此外，他还担任了美国《海洋发展与国际法》杂志编委，亚洲学会理事会国际理事，《亚洲国际法年刊》顾问，加拿大国际法理事会咨询理事等职。
1978年至2002年间，也是王铁崖学术成果大丰收的时期。除了发表数十篇中英文论文、演讲、报告外，1982年、1995年两次主编全国教科书《国际法》，主编了1982－1998年的《中国国际法年刊》，1985年与陈体强组织、编写了《中国大百科全书：法学卷》中的国际法词条，1987年编纂出版了《英法汉国际法词汇》，1993年出版了《王铁崖文选》，1995年组织、主译了第九版《奥本海国际法》，1996年主编出版了《中华法学大词典‧国际法卷》，1999年出版了他的绝笔之作《国际法引论》。《国际法》教科书曾获全国文科教材一等奖，《国际法引论》获吴玉章奖特等奖。
王铁崖五十年代初加入民盟，曾任北京大学工会主席，北京市政协委员。1983年加入中国共产党。同年当选为全国政协委员。曾任北京大学国际法研究所所长、北京大学学术委员会委员和北京大学校务委员会委员、北京大学美国问题研究中心主任、北京大学中国国情研究中心顾问。他曾是中国政法大学、外交学院和南开大学兼聘教授，中国社科院法学研究所兼任研究员。1985年被全国人大常委会任命为香港特别行政区基本法起草委员会委员。他还曾担任过中国国际关系史研究会、中国海洋法学会、中国联合国协会、中国国际交流学会、中国国际文化交流中心、中国和平统一促进会等一系列全国性学术团体、人民团体的理事会成员或领导职务。
2003年1月12日，王铁崖因病久治无效，在北京辞世，享年90岁。

## 主要著作
- 《战争与条约》，中国文化服务社，1944年版；
- 《中外旧约章汇编》，三联书店1957-62年版；
- （译著）《奥本海国际法》（英文第八版），商务印书馆，1971年版；
- 《国际法》，法律出版社，1981年版；
- 《国际法资料选编》，法律出版社，1982年版；
- 《战争法文献集》，解放军出版社，1986年版；
- （译著）《国际法原理》，华夏出版社，1989年版；
- 《联合国基本文件集》，中国政法大学出版社，1991年版；
- 《王铁崖文选》，中国政法大学出版社，1993年版；
- （译著）《奥本海国际法》（英文第九版），中国大百科全书出版社，1995年版；
- 《国际法》，法律出版社，1995年版；
- 《中华法学大辞典·国际法学卷》，中国检察出版社，1996年版；
- 《国际法引论》，北京大学出版社，1997年版；
- 《王铁崖学术文化随笔》，中国青年出版社，1999年版。